# Архивное управление правительства Чеченской Республики
Архивное управление правительства Чеченской Республики (АУП ЧР) — архивное учреждение Чеченской Республики, хранилище архивного фонда отражающего историю Чечни и чеченского народа. Создано 9 октября 1924 года постановлением президиума Грозненского окружного исполкома под называнием Архивное бюро. В сентябре 1925 года было преобразовано в Архивное бюро при Чеченском облисполкоме, в дальнейшем часто реорганизовывалось и меняло названия. Располагается в городе Грозный.

## Предвоенный период
Постановлением Северо-Кавказского крайисполкома от 16 августа 1925 года все учреждения, предприятия и общественные организации края были обязаны сдавать имеющиеся архивные материалы в окружное бюро. Частные лица, имевшие на руках архивный материал, также призывались сдавать документы. К октябрю 1925 года в бюро значилось 3116 документов, связанных с деятельностью «Грознефти», Грозокрисполкома, городской управы и «Нефтесиндиката». С января 1926 года Архивное бюро начало получать архивные материалы от учреждений и предприятий области, в основном документы хозяйственно-промышленного значения. Большая часть дореволюционных документов погибла во время Гражданской войны. В начале 1930-х годов организации было передано здание бывшего Костёла Сердца Иисуса.
В 1934 году в результате слияния Чеченской и Ингушской автономных областей была образована Чечено-Ингушская автономная область. Архивные бюро областей были объединены в Чечено-Ингушское областное бюро. В 1936 году Чечено-Ингушская автономная область была преобразована в Чечено-Ингушскую Автономную Советскую Социалистическую Республику. Архивное бюро было выделено в самостоятельное учреждение со своим штатом и бюджетом. Штат состоял из пяти человек, 183 фонда содержали 50 822 дела. Была создана научно-справочная библиотека, в которой концентрировалась краеведческая и специальная архивная справочная литература.
В 1940 году состоялась очередная реорганизация: Архивное управление было реорганизовано в Архивный отдел НКВД ЧИАССР и Центральный госархив. Основными задачами отдела были руководство работой госархива, создание районных архивов, комплектование их документальными материалами, руководство работой архивов учреждений, организаций и предприятий. Хотя условия хранения документов были неудовлетворительными, а площади — ограниченными, число документов росло. Поэтому 13 августа 1940 года Совнарком ЧИАССР передал помещение бывшего польского костёла под архивохранилище. Но вскоре и это здание было переполнено.

## Великая Отечественная война
Накануне Великой Отечественной войны в архивном отделе работало 6 человек, в госархиве — 7. В госархиве хранилось 217 фондов, содержащих документы советского периода и 36 фондов, содержащих документы дореволюционного периода. Кроме того, в 24 районах республики действовали районные архивы, созданные в 1935 году.
В начале войны нужно было реорганизовать работу архивов по военному образцу и спасать фонды. Наиболее важные документы в количестве 14 500 дел Центрального Государственного архива Чечено-Ингушской АССР были эвакуированы в Семипалатинск. Из-за невозможности эвакуировать все материалы часть документов, «не имеющих особой исторической ценности», в количестве 22 тысячи дел, была уничтожена. Во всех организациях и учреждениях были сожжены более 29 тысяч дел за 1920—1942 годы. В ноябре 1944 года фонды были возвращены, но часть их была утрачена.

## Депортация чеченцев и ингушей
23 февраля 1944 года чеченцы и ингуши были выселены в Казахстан и Среднюю Азию. В марте 1944 года Чечено-Ингушская АССР была ликвидирована и на её месте образована Грозненская область. В связи с этими изменениями Грозненский областной госархив в 1946 году передал ряд архивов в архивы Дагестанской АССР, Северо-Осетинской АССР и Грузинской ССР. Всего было передано 99 фондов общим количеством 4 730 дел.

## Реорганизации
С 1944-го по 1991 год происходили следующие реорганизации архивной службы:
- 1944 — Архивный отдел НКВД по Грозненской области;
- 1946 — Архивный отдел УВД по Грозненской области и Грозненский областной государственный архив УВД;
- 1958 — Архивный отдел МВД ЧИАССР и Центральный государственный архив ЧИАССР;
- 1962 — Архивный отдел при Совете Министров ЧИАССР и Центральный государственный архив (ЦГА);
- 1980—1992 годы — Архивное управление при Совете Министров ЧИАССР и Центральный государственный архив.

В 1980-х годах в Центральном госархиве было сосредоточено свыше 400 тысяч дел с документами, отражающими период с середины XVIII века по 1960—1970-е годы. Кроме ЦГА ЧИАССР в республике функционировали 2 городских и 12 районных архивов, содержащих 126 тысяч архивных дел.

## Постсоветский период
21 января 1992 года Центральный государственный архив Чечено-Ингушской АССР преобразуется в Национальный архив Чеченской Республики, а Архивное управление — в Национальный комитет по делам архивов. 24 июня того же года постановлением Парламента ЧР Национальному архиву ЧР было передано здание бывшего горкома КПСС. В мае 1993 года Национальный комитет по делам архивов преобразован в Департамент по делам архивов ЧРИ. В 1992 году Национальному архиву был передан партийный архив бывшего обкома КПСС. Этот архив вместе со штатом сотрудников стал отделом общественно-политической документации Нацархива. В 1993 году документы этого архива были перемещены из здания бывшего рескома КПСС в здание Департамента по делам архивов Ичкерии. На конец 1994 года в Национальном архиве насчитывалось 663 264 дела; каталоги и картотеки в количестве 697 829 карточек.

## Военный период
В результаты первой и второй чеченской войн архивы республики были почти полностью уничтожены. Погибло более 90 % документов по истории народов Чечни и Ингушетии, начиная с середины XVIII века до конца XX века. Сохранилась только часть фонда «Коллекция документальных материалов по личному составу бывших спецпереселенцев» числом 122 тысяч единиц из бывших 258 тысяч. Из 12 районных архивов 4 подверглись полному уничтожению, а ещё 4 частичному. Все районные архивы лишились своих источников комплектования, так как перестали существовать районные организации и учреждения.
Ещё в 2000 года, несмотря на продолжающиеся военные действия, были предприняты усилия по восстановлению архивной службы. 9 сентября 2000 года было издано распоряжение № 139 «О восстановлении Государственной архивной службы и воссоздании Архивного фонда Чеченской Республики». Огромную помощь в воссоздании Архивного фонда оказала Федеральная архивная служба России. Проводилась работа по обследованию и учёту сохранившихся архивов; спасались оказавшиеся «бесхозными» ведомственные архивы и архивы не восстановленных после войны учреждений и организаций; был составлен список организаций — источников комплектования Архивного фонда республики; оказывалась помощь реорганизующимся или вновь созданным учреждениям и организациям в постановке делопроизводственных служб, как основ будущих ведомственных архивов и начальных источников комплектования госархивов; оказывалась помощь районным архивам в организации их деятельности; выявлялись и копировались документы по истории чеченского народа в федеральных и региональных архивах.
31 марта 2001 года Государственная архивная служба ЧР преобразована в Архивное управление Правительства Чеченской Республики.

## Современное состояние

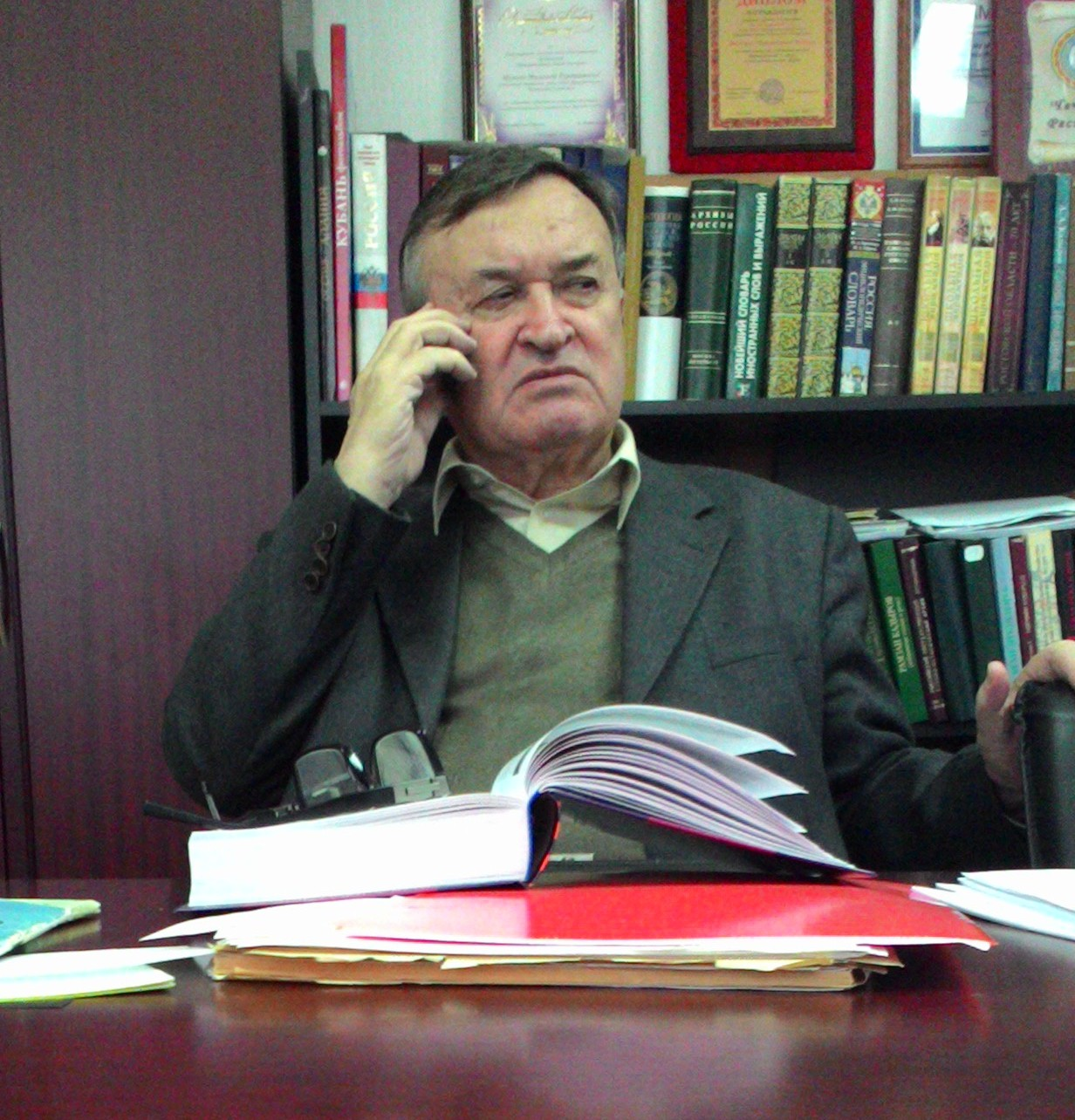
Магомед Музаев, директор Архивного управления в период с 1993 по 2015 годы

На 1 января 2013 год в Архивном управлении Правительства Чеченской Республики функционируют следующие отделы:
1. Отдел научно-методической организационно-плановой работы и работы с райгосархивами;
2. Отдел обеспечения сохранности и госучета документов;
3. Отдел научно-исследовательских работ;
4. Отдел комплектования, экспертизы ценности документов, организационно-методического руководства ведомственными архивами;
5. Отдел использования документов;
6. Отдел международных связей;
7. Отдел копирования и реставрации;
8. Отдел бухгалтерского учета и отчетности;

На хранении имеется 100 фондов, содержащих 140 тысяч единиц хранения.
В архивах целого ряда городов России хранится немало архивных документов, отражающих историю Чечни и чеченского народа. Согласно договорам, заключенным с архивными учреждениями страны, выявляются и копируются документы, заверяются соответствующим образом и на правах подлинников высылаются в Архивное управление Правительства Чеченской Республики. Среди них материалы об участии чеченцев во внешних войнах России: Отечественной войне 1812 года, Русско-Турецкой войне 1877—1878 годов, Первой мировой войне.
Архивное управление Правительства Чеченской Республики осуществляет социально-правовую помощь населению, заключающуюся в выдаче архивных справок. Также АУП ЧР изданы два десятка научных и научно-популярных книг (например, «Камеральные списки Аргунского округа» и «Посемейные списки жителей Ичкеринского округа» 1867 года).
В 2015 году Ассоциацией кавказских исследований в Париже были переданы Архивному управлению более 50 тысяч листов документов, связанных с периодами Горской республики и горской эмиграции 1920-1950-х годов.